# Asymmetrorbione kempi
Asymmetrorbione kempi is een pissebed uit de familie Bopyridae. De wetenschappelijke naam van de soort is voor het eerst geldig gepubliceerd in 1923 door Chopra.